# ヌサルグ＝モワサック
ヌサルグ＝モワサック （Neussargues-Moissac、オック語オーヴェルニュ方言:Nussargue）は、フランス、オーヴェルニュ＝ローヌ＝アルプ地域圏、カンタル県の旧コミューン。
2016年12月1日、セル、シャリナルグ、シャヴァニャック、サンタナスタジーと合併し、コミューン・ヌーヴェル（fr）であるヌサルグ＝アン＝ピナテル（fr）となった。

## 由来

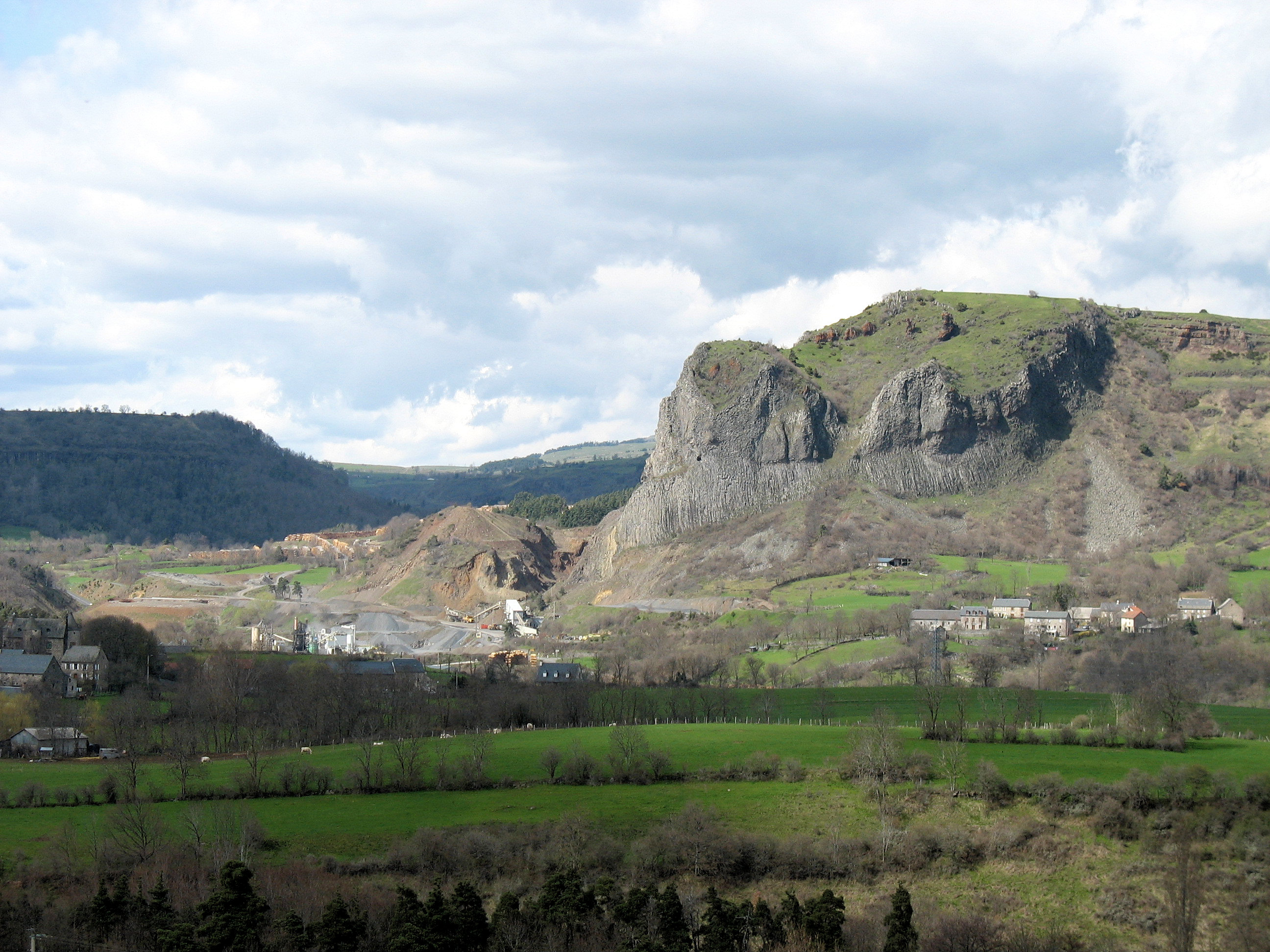
ラヴァル岩

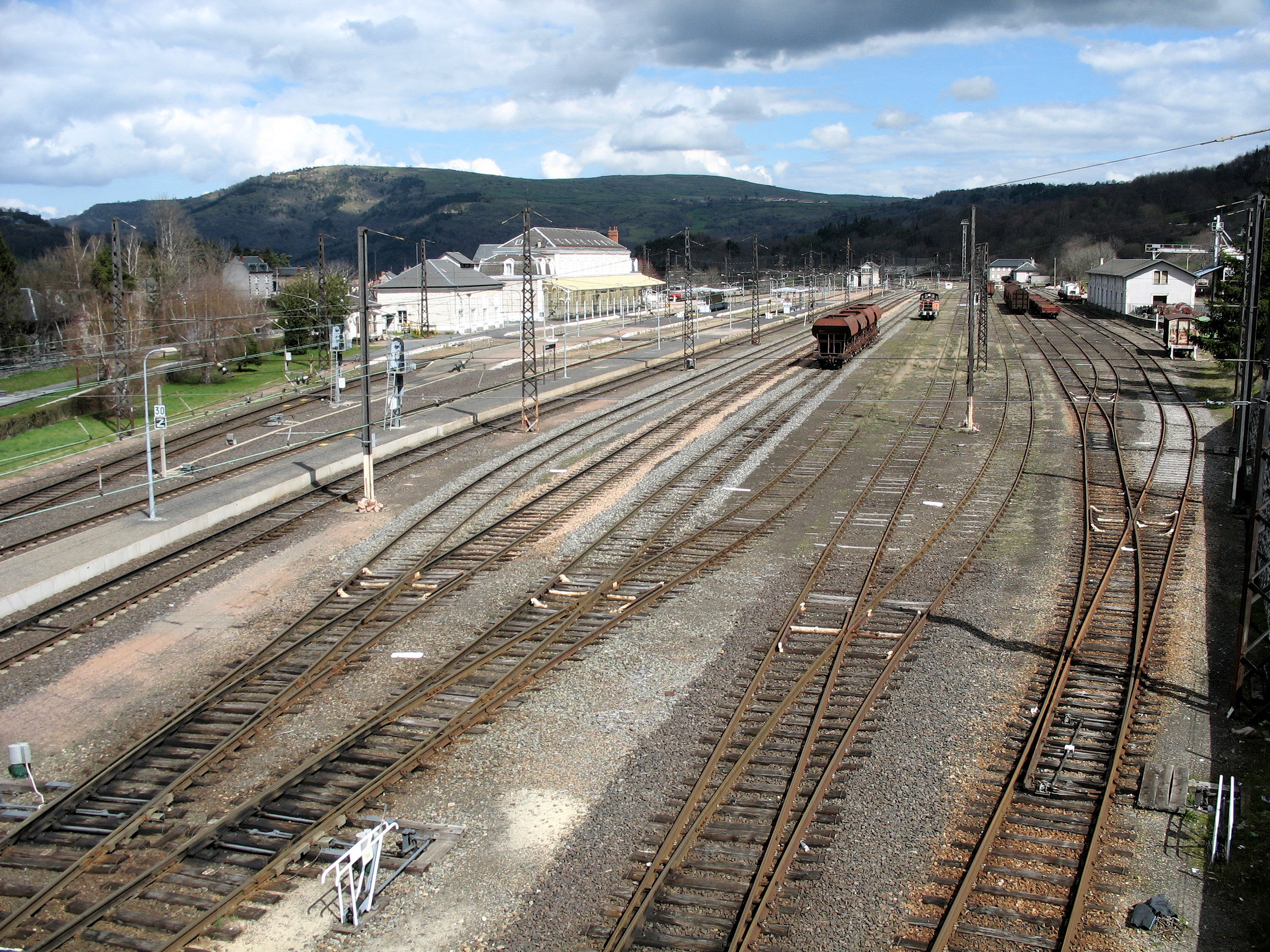
ヌサルグ駅

オック語オーヴェルニュ方言でのつづりNussargueは、Nussargaのつづりを標準化したものである。モワサックはMouissaである。

## 地理
セザリエ山地の麓にある小さな村である。村の近くには、450万年前に生じた巨岩、ラヴァル岩がそそりたつ。

## 歴史
アンシャン・レジーム時代、教区はモワサックと呼ばれていた。なぜならば、804年にモワサック修道院（現在のロット＝エ＝ガロンヌ県モワサックにあった）から与えられた土地に小修道院が建てられていたからである。1047年にモワサック修道院長となったのはデュラン・ド・ブルドンで、同時代にクリュニー修道院の院長を務めたのはオディロン・ド・メルクールであった。
モワサック教区よりも標高が高い、キューズの崖を見下ろすところに中石器時代、新石器時代の人の隠れ家があり、非常に古くから人が定住していた。モワサックの村はガロ＝ローマ時代の最古の世紀から人の交流が活発だった。メロヴィング朝時代のサルコファガスが幾層も重なる埋葬塚が、20世紀初頭に発掘された。それはバロック様式の墓地の十字架に印が残された、古い頃の十分の一税の一つであった。
1901年まで、コミューンは単にヌサルグと呼ばれていた。

## 交通
ヌサルグ駅は長い間、ベジエへ向かう路線、クレルモン＝フェランを経由してオーリヤックへ向かう路線など、重要な鉄道ジャンクションである。しかし今日急激に利用が減少している。

## 経済
村の現在の主要産業は木炭製造、そしてプラスチック製カバンの製造、ラヴァル石近くにある採石場、チーズの工房、公営の屠殺場である。

## 人口統計
| 1962年 | 1968年 | 1975年 | 1982年 | 1990年 | 1999年 | 2006年 | 2011年 |
| ------ | ------ | ------ | ------ | ------ | ------ | ------ | ------ |
| 1257   | 1252   | 1213   | 1186   | 1231   | 1030   | 980    | 977    |

参照元:1999年までEHESS、2004年以降INSEE

## ゆかりの人物
- オリヴィエ・メシアン - 最初の妻クレール・デルボスの家族が所有していた、ヌサルグ＝モワサックのシャトーで、家族で休暇を過ごしていた。